# Йабело
Йабело (также Обда) — город в южной части Эфиопии, в регионе Оромия.

## История
Сообщается, что в этом городе есть 10 автозаправочных станций, телефонная служба, почтовое отделение и коммерческий банк, а также по крайней мере начальная и средняя школа.

## Климат
| Показатель                    | Янв. | Фев. | Март | Апр. | Май | Июнь | Июль | Авг. | Сен. | Окт. | Нояб. | Дек. |
| ----------------------------- | ---- | ---- | ---- | ---- | --- | ---- | ---- | ---- | ---- | ---- | ----- | ---- |
| Средний суточный максимум, °C | 32   | 33   | 31   | 23   | 21  | 22   | 24   | 27   | 29   | 23   | 24    | 29   |
| Средний суточный минимум, °C  | 17   | 19   | 16   | 15   | 14  | 13   | 13   | 15   | 15   | 15   | 15    | 17   |
| Норма осадков, мм             | 7    | 9    | 55   | 172  | 86  | 20   | 15   | 31   | 32   | 123  | 62    | 9    |
| Источник: NASA                |      |      |      |      |     |      |      |      |      |      |       |      |

## Население
Согласно данным Центрального статистического агентства Эфиопии за 2005 год, общая численность населения составляла 18 478 человек, из которых 9551 мужчина и 8927 женщин.
| Численность населения | Численность населения | Численность населения |
| 1994                  | 2005                  | 2023                  |
| --------------------- | --------------------- | --------------------- |
| 11 125                | ↗19 887               | ↗39 400               |